# Caprea i Roma
Caprea i Roma. Obrazy z pierwszego wieku – powieść historyczna Józefa Ignacego Kraszewskiego. 
Pierwodruk ukazywał się w odcinkach w „Gazecie Warszawskiej” w 1859. W następnym roku została wydana w formie książkowej (jako czterotomowa) przez Józefa Zawadzkiego w Wilnie, później zaś we Lwowie.
Akcja powieści toczy się w czasach panowania rzymskich cesarzy Tyberiusza, Kaliguli, Klaudiusza i Nerona.
Tłumaczona na język niemiecki (1881) i francuski (1902).